# Черемшанский район
Черемша́нский райо́н (тат. Чирмешән районы) — административно-территориальная единица и муниципальное образование (муниципальный район) в составе Республики Татарстан Российской Федерации. Находится на юго-востоке региона. Административный центр — село Черемшан.
Поселение Черемшан возникло в 1730-х годах на территории одноимённой крепости Новой Закамской линии, построенной на южной границе Российского государства. Район был впервые образован под названием Первомайский 10 августа 1930 года. В 1963-м его упразднили и передали территории Октябрьскому и Альметьевскому районам. 12 января 1965 года район воссоздали под текущим названием — Черемшанский.

## География
Черемшанский муниципальный район находится на юго-западе Татарстана, там же граничит с Нурлатским районом, на западе — с Аксубаевским, с Новошешминским на северо-западе, Альметьевским на северо-востоке, Лениногорским на востоке, а на юге — с Самарской областью (Челно-Вершинский и Шенталинский районы). Общая площадь составляет 1364,3 км².
Водные ресурсы представлены притоком Камы Шешмой (приток Уртачирям), левым притоком Волги Большой Черемшан (притоки Большая Сульча, Иштуган, Чуркалей, Яурка). Умеренный климат региона отличается быстрым нарастанием тепла весной, но продолжительной и холодной зимой. Территория расположена в лесостепной зоне. Леса покрывают 26 % района, а большая часть территории приходится под распаханные земли. Здесь представлено характерное для юго-восточного Закамья разнообразие флоры и фауны — около 932 видов растений и 303 вида животных. Особо распространены слепушонки, сурки, рыжеватые суслики, тушканчики, мыши и другие степные грызуны. После интродукции 1934 года в Черемшанском районе очень распространилась американская норка. В местных лесах обитают рыси, волки, лисы и ласки. Из степной и лесной орнитофауны здесь представлены жаворонки, серые куропатки, рябчики, сороки, синицы и другие виды. Особо охраняемые природные зоны района занимают общую площадь 4 га. Имеются месторождения нефти и битума.

## Герб и флаг
Современные герб и флаг Черемшанского муниципального района утвердили в марте 2005 года. Вскоре символы были внесены в Государственный геральдический реестр Татарстана и России. Работу выполнил авторский коллектив при Геральдическом совете при президенте республики. Герб представляет собой прямоугольное полотно, изображающее каменную стену серебряного цвета, возведённую на зелёной полосе поля. Над выделанной в стене аркой сидит серебряная сова. Доминирующий цвет фона за совой и аркой — красный.
Центральный объект герба — каменная стена — изображает построенную в XVIII веке Черемшанскую крепость и указывает на историческую роль региона в защите юго-восточных рубежей государства. Стена может интерпретироваться как символ прочности и самостоятельности, а выделанная в ней арка — гостеприимства и терпимости многонационального района. Смотрящая на зрителя сова олицетворяет мудрость и бдительность на страже государственных границ. Зелёная полоса в основании полотнища — плодородие и природное богатство региона. Флаг повторяет элементы герба и воспроизводит национальные цвета Татарстана. Отношение ширины к длине флага составляет 2:3.

## Этимология
Черемшанский район получил своё название от одноимённого населённого пункта (сейчас — административный центр). Поселение Черемшан возникло в 1730-х годах на территории крепости Новой Закамской линии пограничных укреплений. Имя крепости и селу дала протекающая на юго-востоке Татарстана река Большой Черемшан. Как указывает географ Евгений Поспелов, гидроним возник от русской адаптации «Черемисан» — «река черемисов» (марийцев). Есть несколько возможных вариантов происхождения названия реки в татарском языке. Среди них: «река масляного (смолистого) леса», «место сбора войск» или от имени Чиру Мемшен («предводитель войск»). Самое раннее употребление гидронима восходит к 992 году, когда арабский путешественник Ахмад Ибн Фадлан использовал форму «Джарамсан» от иранского «текущий, проточный».

## История

### Становление
После взятия Казанского ханства в 1552 году и расширения Московского государства на восток, завоёванные пограничные территории регулярно подвергались набегам ногайцев и калмыков. Вплоть до 1630-х земли юго-восточного Закамья находились под влиянием Ногайской орды и использовалось в качестве «коридора» для передвижения кочевников. Во второй половине XVII века Россия начала строительство пограничных укреплений, так называемых «засечных черт» или «линий», на левом берегу реки Камы. В 1652—1656 годах строилась первая (старая) Закамская линия от Белого Яра вдоль реки Большой Черемшан. Она состояла из создания засек в лесах и насыпных валов на открытой местности. Вдоль старой Закамской линии появились первые остроги и крепостных поселения, заселённые казаками, пахотными крестьянами и ссыльными. Оборонительная линия была построена сравнительно быстро и не была очень прочной. На протяжении второй половины столетия её неоднократно осаждали вражеские отряды. Особенно заметным по местным меркам было башкирское восстание 1681−1684 годов. Решение об укреплении этих границ принял Пётр I в начале XVIII века.
Строительство Новой Закамской линии началось в апреле 1732 года, уже в царствование императрицы Анны Иоанновны. Казанскому губернатору предписали выделить три тысячи рабочих из местных уездов и обеспечить им ежемесячную оплату в 30 алтын. Для охраны Закамской (Черемшанской) линии сформировали четыре ландмилицейских полка. Однако уже в 1736 году планы пересмотрели и строительство свернули: из-за основания Оренбургской крепости Новую Закамскую линию признали стратегически невыгодной ещё до её окончания. В результате незаконченные крепости и форпосты были заселены лишь частично. На 1736 год в недавно отстроенной Черемшанской крепости квартировали три конные роты Шешминского полка общей численностью 306 человек. Несмотря на утрату статуса значимого военного объекта, крепость при осаде могла вместить более трёх тысяч человек и 16 пушек. Таким образом с образованием Оренбургской губернии Черемшанская линия из государственного фронтира превратилась в юго-восточный предел Казанской губернии.
В результате строительства пограничных укреплений юго-восток Закамья постепенно заселялся, и вокруг крепостей возникли десятки новых населённых пунктов. Так, на месте современного села Черемшан на территории одноимённой крепости появилось поселение пахотных солдат. Вокруг крепостных земель, в черте современного Черемшанского района, появились деревни Нижняя и Верхняя Кармалка, Лагерна, Мордовское Афонькино, Ишлинка, Амирово и другие. Историк и краевед Николай Флоров отмечает, что с 1744 года действующие военные были переведены в Оренбург, а на территории Шешминской и Черемшанской крепостей стали селить отставных солдат. К 1768 году свободных земель в крае уже не осталось, а в самом Черемшане жили более тысячи человек. Помимо солдат, здесь селились беглые русские крестьяне, татары, оседлые башкиры, мордва и чуваши. Одним из наиболее важных моментов в истории Черемшанской крепости стало Пугачёвское восстание. Согласно воспоминаниям свидетелей событий и другим историческим свидетельствам, в январе 1774 года сподвижник Пугачёва ясачный татарин Аит Разматеев во главе крестьянского войска подошёл к Черемшанским укреплениям и потребовал сдачи крепости. Комендант оповестил об этом генерал-майора А. И. Миллера, который, узнав о размещении повстанцев, выслал около тысячи гренадёров и казаков для противостояния. В бою у деревни Салейкино восставшие были разгромлены, а их предводитель отправлен в столицу, где вскоре умер под пытками.
Население крепости и прилегающих территорий постепенно увеличивалось. Согласно пятой ревизии (переписи населения в царской России) 1780 года, в Черемшане проживало 635 душ мужского пола, а в 1844 — уже 900. Середина XIX века характеризовалась ростом налогов для жителей крепости. Так, местные пахотные крестьяне были переведены в статус государственных и стали облагаться подушной податью и другими сборами. Для дополнительных заработков многие нанимались батраками в местные хозяйства или покидали деревни в поиске лучшей доли. В 1890-м в селе произошёл крупный пожар, в результате которого сгорело около 600 домов. В начале XX века в Черемшане находилось волостное правление, почтовая станция, телеграф, церковь, несколько земских школ, больница и другие важные волостные объекты. В 1910-м число жителей составляло 4151 человек.

### Советское время
Годы Октябрьской революции и Гражданской войны были сложными для юго-востока Закамья. В 1918—1919 годах в Бугульминском уезде шли бои между большевиками и армией Колчака, а в 1921-м в Поволжье наступил голод, от которого в общей сложности пострадало около 2 млн человек.
Административная принадлежность Черемшана и прилегающих земель часто менялась. До 1920 года село при крепости было центром Верхне-Кармальской волости Бугульминского уезда Самарской губернии, а с 1920-го по 1930-й оставалось частью Бугульминского кантона ТАССР. Район был впервые образован под названием Первомайский 10 августа 1930 года. 26 марта 1959-го к Первомайскому району присоединили часть территории упразднённого Акташского района, но 4 января 1963 года в результате очередных укрупнений район был упразднён и вошёл в состав Октябрьского и Альметьевского районов. Его восстановили под названием Черемшанский 12 января 1965 года.

### Современность
Исполнительный комитет муниципального образования «Черемшанский муниципальный район» подконтролен Совету района, главе района и жителям района. С июня 2018 года должность руководителя исполнительного комитета занимает Шайдуллин Илфат Нагимуллович. Глава района — Давлетшин Фердинат Мидхатович.

## Население

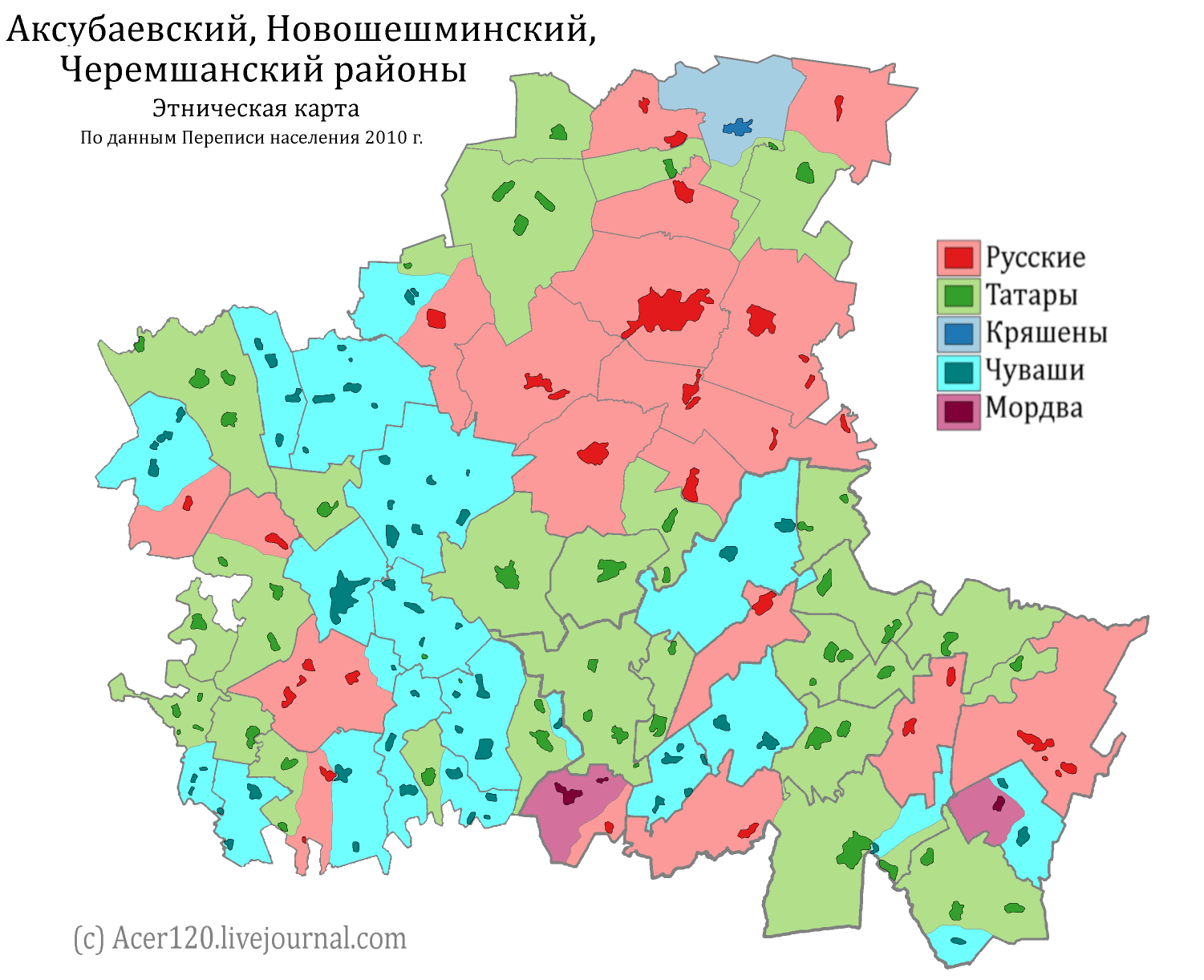
Этническая карта Аксубаевского, Новошемшинского и Черемшанского районов

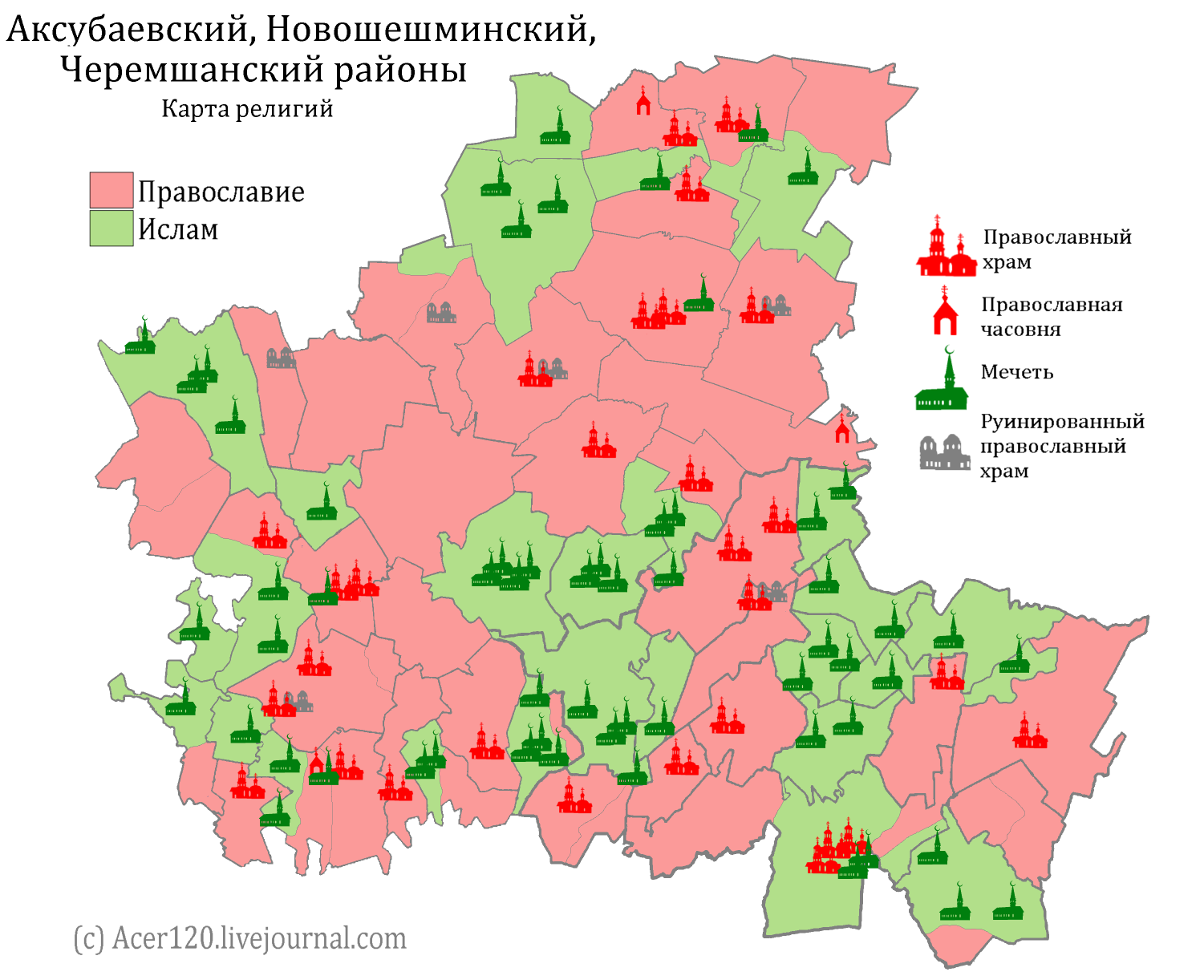
Религиозная карта Аксубаевского, Новошемшинского и Черемшанского районов

Согласно итогам Всероссийской переписи населения 2020 года (из числа указавших национальность), национальный состав района составляют Татары — 53,3 %, русские — 21,5 %,  чуваши — 20,9 %, мордва — 2,9 %, представители других национальностей — 1,4 %.
| 2002    | 2003    | 2004    | 2005    | 2006    | 2007    | 2008    |
| ------- | ------- | ------- | ------- | ------- | ------- | ------- |
| 21 273  | ↗21 700 | ↘21 300 | ↘21 205 | ↗21 222 | ↘21 145 | ↘20 966 |
| 2009    | 2010    | 2011    | 2012    | 2013    | 2014    | 2015    |
| →20 966 | ↘20 361 | ↘20 320 | ↘20 223 | ↘20 065 | ↘19 939 | ↘19 746 |
| 2016    | 2017    | 2018    | 2019    | 2021    |         |         |
| ↘19 628 | ↘19 370 | ↘19 150 | ↘18 921 | ↘18 371 |         |         |

## Муниципально-территориальное устройство
В Черемшанском районе 48 населённых пунктов в составе 18 сельских поселений.
| №  | Сельские поселения                        | Административный центр    | Количество населённых пунктов | Население | Площадь, км² |
| -- | ----------------------------------------- | ------------------------- | ----------------------------- | --------- | ------------ |
| 1  | Беркет-Ключевское сельское поселение      | село Беркет-Ключ          | 1                             | ↘688      |              |
| 2  | Верхнекаменское сельское поселение        | село Верхняя Каменка      | 3                             | ↘587      |              |
| 3  | Ивашкинское сельское поселение            | село Ивашкино             | 2                             | ↘1271     |              |
| 4  | Карамышевское сельское поселение          | село Карамышево           | 2                             | ↘403      |              |
| 5  | Кутеминское сельское поселение            | село Кутема               | 1                             | ↘463      |              |
| 6  | Лашманское сельское поселение             | село Лашманка             | 2                             | ↘1596     |              |
| 7  | Мордовско-Афонькинское сельское поселение | село Мордовское Афонькино | 3                             | ↘408      |              |
| 8  | Нижнекаменское сельское поселение         | село Нижняя Каменка       | 2                             | ↘1002     |              |
| 9  | Нижнекармалкинское сельское поселение     | село Нижняя Кармалка      | 3                             | ↘604      |              |
| 10 | Новоильмовское сельское поселение         | село Новое Ильмово        | 2                             | ↘1230     |              |
| 11 | Новокадеевское сельское поселение         | село Утыз Имян            | 2                             | ↘431      |              |
| 12 | Старокадеевское сельское поселение        | село Старое Кадеево       | 4                             | →755      |              |
| 13 | Старокутушское сельское поселение         | село Старые Кутуши        | 3                             | ↘487      |              |
| 14 | Староутямышское сельское поселение        | село Старый Утямыш        | 4                             | ↘876      |              |
| 15 | Туйметкинское сельское поселение          | село Туйметкино           | 1                             | ↘525      |              |
| 16 | Ульяновское сельское поселение            | село Ульяновка            | 5                             | ↘790      |              |
| 17 | Черемшанское сельское поселение           | село Черемшан             | 4                             | ↗6906     |              |
| 18 | Шешминское сельское поселение             | село Шешминская Крепость  | 4                             | ↘455      |              |

| №  | Населённый пункт     | Тип     | Население | Муниципальное образование                 |
| -- | -------------------- | ------- | --------- | ----------------------------------------- |
| 1  | Аккиреево            | село    |           | Ивашкинское сельское поселение            |
| 2  | Амирово              | село    |           | Лашманское сельское поселение             |
| 3  | Андреевка            | деревня |           | Шешминское сельское поселение             |
| 4  | Беркет-Ключ          | село    | ↘707      | Беркет-Ключевское сельское поселение      |
| 5  | Верхняя Каменка      | село    |           | Верхнекаменское сельское поселение        |
| 6  | Верхняя Кармалка     | село    |           | Нижнекармалкинское сельское поселение     |
| 7  | Верхняя Чегодайка    | село    |           | Староутямышское сельское поселение        |
| 8  | Девичья Поляна       | деревня |           | Ульяновское сельское поселение            |
| 9  | Ибраево Каргали      | село    |           | Верхнекаменское сельское поселение        |
| 10 | Ивашкино             | село    |           | Ивашкинское сельское поселение            |
| 11 | Казанка              | село    |           | Черемшанское сельское поселение           |
| 12 | Карамышево           | село    |           | Карамышевское сельское поселение          |
| 13 | Кзыл-Чишма           | деревня |           | Новокадеевское сельское поселение         |
| 14 | Красная Поляна       | деревня |           | Старокутушское сельское поселение         |
| 15 | Красный Яр           | село    |           | Верхнекаменское сельское поселение        |
| 16 | Кутема               | село    | ↗475      | Кутеминское сельское поселение            |
| 17 | Лагерка              | село    |           | Мордовско-Афонькинское сельское поселение |
| 18 | Лашманка             | село    |           | Лашманское сельское поселение             |
| 19 | Малая Чегодайка      | посёлок |           | Черемшанское сельское поселение           |
| 20 | Мордовское Афонькино | село    |           | Мордовско-Афонькинское сельское поселение |
| 21 | Нагай                | посёлок |           | Шешминское сельское поселение             |
| 22 | Нагорный             | посёлок |           | Ульяновское сельское поселение            |
| 23 | Нижняя Каменка       | село    |           | Нижнекаменское сельское поселение         |
| 24 | Нижняя Кармалка      | село    |           | Нижнекармалкинское сельское поселение     |
| 25 | Нижняя Чегодайка     | село    |           | Черемшанское сельское поселение           |
| 26 | Новое Ильмово        | село    |           | Новоильмовское сельское поселение         |
| 27 | Новые Кутуши         | деревня |           | Старокутушское сельское поселение         |
| 28 | Павловка             | деревня |           | Шешминское сельское поселение             |
| 29 | Подлесный Утямыш     | село    |           | Староутямышское сельское поселение        |
| 30 | Саминовка            | деревня |           | Ульяновское сельское поселение            |
| 31 | Светлогорский        | посёлок |           | Старокадеевское сельское поселение        |
| 32 | Сосновка             | деревня |           | Ульяновское сельское поселение            |
| 33 | Старое Ильмово       | село    |           | Новоильмовское сельское поселение         |
| 34 | Старое Кадеево       | село    |           | Старокадеевское сельское поселение        |
| 35 | Старое Сережкино     | деревня |           | Староутямышское сельское поселение        |
| 36 | Старые Кутуши        | село    |           | Старокутушское сельское поселение         |
| 37 | Старый Утямыш        | село    |           | Староутямышское сельское поселение        |
| 38 | Туйметкино           | село    | ↘535      | Туйметкинское сельское поселение          |
| 39 | Тукай                | посёлок |           | Старокадеевское сельское поселение        |
| 40 | Ульяновка            | село    |           | Ульяновское сельское поселение            |
| 41 | Утыз Имян            | село    |           | Новокадеевское сельское поселение         |
| 42 | Черемшан             | село    | ↘6439     | Черемшанское сельское поселение           |
| 43 | Чёрный Ключ          | село    |           | Нижнекаменское сельское поселение         |
| 44 | Чувашское Афонькино  | деревня |           | Мордовско-Афонькинское сельское поселение |
| 45 | Чумачка              | деревня |           | Нижнекармалкинское сельское поселение     |
| 46 | Шешминская Крепость  | село    |           | Шешминское сельское поселение             |
| 47 | Якты Тау             | деревня |           | Старокадеевское сельское поселение        |
| 48 | Яшауче               | посёлок |           | Карамышевское сельское поселение          |

Упразднённые населённые пункты:
- 2001 год — деревни Свобода и Серебряный Ключ, поселок Ясак[36] .

## Экономика

### Современное состояние
Географическое положение Черемшанского района определяет основные отрасли его специализации — сельское хозяйство и нефтяную промышленность. Здесь действуют девять нефтедобывающих компаний, в числе которых «Татнефть», «Булгарнефть», «Гриц», «Охтин-Ойл», «Шешмойл», «Геотех», «Иделойл», «Татойлгаз» и «Татнефтепром». По данным Министерства экономики республики, на нефтяной сектор приходится около 60 % структуры экономики района.
Ведущие сферы сельского хозяйства — растениеводство и молочное животноводство. В регионе выращивают яровую и озимую пшеницу, рожь, ячмень, овёс, гречиху, подсолнечник, рапс, сахарную свёклу, картофель, овощи и другие культуры. В 2019-м объём мясного производства района почти удвоился по сравнению с предыдущим годом и составил 1508 тонн. На 2020 год на территории Черемшанского района работают 9 обществ с ограниченной ответственностью, 42 крестьянско-фермерских хозяйства, 5 сельскохозяйственных кооперативов. Среди наиболее крупных компаний «Био-Агро», «Черемшанагро», «Ильхан», «Аккиреево» и «Сульча», крупнейшие фермерские хозяйства — Тепсуркаев В. А. и Серендеев Н. И.. По данным 2019 года, в районе действовало 400 субъектов предпринимательство, в 2016 году их было порядка 350.

### Инвестиционный потенциал
В 1980-е годы репчатый лук считался черемшанским «брендом» и символом сельскохозяйственного производства района. Здесь существовало выражение «луковые деньги» — сезонная выручка за лук позволяла семьям купить дефицитные товары. Экономисты с долей шутки отмечают, что при удачных инвестициях экологическое производство и упаковка лука вновь могли бы стать «брендом» края. В целом местное фермерское хозяйство также обладает высоким инвестиционным потенциалом, для реализации которого подготовлен проект агропромышленного парка с цехом, мясоперерабатывающим оборудованием и торговыми площадями.
В республиканском рейтинге социально-экономического развития за период с января по сентябрь 2020 года Черемшанский район занимаем десятое место. Согласно данным Комитета Республики Татарстан по социально-экономическому мониторингу, основной капитал района по полному кругу хозяйствующих субъектов за первое полугодие 2020 года превысил 993 млн рублей, или 0,5 % от общего объёма инвестиций в республике. Наибольшие средства были направлены на добычу полезных ископаемых и обеспечение электроэнергией и газом. По оценке Федеральной службы госстатистики по Республике Татарстан, в 2019-м Черемшанский район привлёк более 1276 млн инвестиций (помимо бюджетных средств и малого бизнеса), что почти на 200 млн больше по сравнению с предыдущим годом.

### Транспорт
Районный центр село Черемшан расположен в 251 км от Казани и в 26 км от ближайшей железнодорожной станции Шентала. С юга района на северо-запад проходит автодорога 16К-1267 Шентала — Черемшан — Новошешминск — Азеево (Р-239). С юго-запада на северо-восток проходит региональная автодорога 16К-0131 Нурлат — Кузайкино (Р-239). От райцентра на восток отходит автодорога 16К-1093 Черемшан — Лениногорск, следующая далее на Бугульму. Планируется, что через север района пройдёт участок строящейся автомагистрали «Европа — Западный Китай».

## Социальная сфера
На 2018/2019 учебный год в Черемшанском районе работало 14 средних, 11 основных школ и одна начальная школа-детский сад, а также 19 детских дошкольных организаций, Профессиональное училище № 106. В общеобразовательных учреждениях числилось 2391 учеников и 755 дошкольников. В районной сфере образования было более 700 человек. Средняя зарплата учителя на 2019 год составляет 28 426 рублей. Медицинские услуги в оказывает Черемшанская ЦРБ, в которую, помимо скорой помощи, входят терапевтическое, педиатрическое, хирургическое отделения, женская консультация и психиатрия.
В районе открыта «Детская школа искусств», где учатся и выступают творческие коллективы: ансамбль народных инструментов «Фантазия», хореографический ансамбль «Счастливое детство», вокальный ансамбль «Весенняя капель». В районном центре работает Ледовый дворец спорта «Юбилейный» на 2000 мест и спортивный стадион. Библиотечные услуги оказывает централизованная система Черемшанского муниципального района, объединяющая 29 библиотечных отделений с общим фондом более 50 тысяч книг и печатных изданий. Здесь действует районный Дом культуры. Осенью 2017 года в райцентре Черемшана состоялась Первая региональная научно-практическая историко-краеведческая конференция для учителей, краеведов, деятелей культуры и работников библиотечного дела юго-востока Татарстана.

### Достопримечательности
Черемшанский мемориальный центр, открытый в 1980 году краеведом и заслуженным работником культуры Татарстана Николаем Фроловым, хранит персональные источники и воспоминания о более чем 16 тысяч местных жителей. Центр ведёт поисковую, исследовательскую, выставочную работу и публикует документальные книги и иные материалы. Основная цель мемориала — изучить место и роль простого человека в отечественной истории и истории края. В 2007-м в Черемшане по инициативе Фролова был создан историко-краеведческий музей, основной фонд которого составляет 2804 единиц хранения. В восьми залах музея представлены история и этнография народов края, нумизматическая коллекция со времён Екатерины II, живопись, естественно-научные предметы и другие экспонаты.
Среди других достопримечательностей края:
- Черемшанская крепость 1730-х годов с экспозицией под открытым небом. Среди сохранившихся укреплений и земляные валов местные жители регулярно устраивают спортивные соревнования[54].
- Село Старый Утамыш — одно из самых старых поселений края. Здесь сохранилась мечеть 1876—1877 годов и родник «Манди»[54].
- Памятник матросу Михаилу Титову, расстрелянному сторонниками Колчака во время Гражданской войны.
- Богоявленская церковь в селе Кутема, построенная более ста лет назад[55].